# Ецері (Ланчхутский муниципалитет)
Ецері (груз. ეწერი) — село в Грузії.
За даними перепису населення 2014 року в селі проживає 372 особи.